# تيبور كارولي
تيبور كارولي (بالمجرية: Károlyi Tibor)‏ هو لاعب شطرنج مجري، ولد في 15 نوفمبر 1961 في بودابست في المجر.

## وصلات خارجية
- تيبور كارولي على موقع الاتحاد الدولي للشطرنج (الإنجليزية)
- تيبور كارولي على موقع مباريات الشطرنج (الإنجليزية)
- تيبور كارولي على موقع 365Chess.com (الإنجليزية)
- تيبور كارولي على موقع Chesstempo.com (الإنجليزية)